# Jesse Carere
Jesse Carere (Vaughan, 6 giugno 1993) è un attore canadese, conosciuto soprattutto per aver interpretato Ofe, un personaggio ricorrente della serie tv MTV Finding Carter.

## Biografia
È conosciuto anche per aver interpretato Adam nella serie tv Netflix Between. Carere ha anche interpretato Chris Collins nella versione MTV di Skins ed ha recitato anche in film indipendenti. 

## Vita privata
Jesse Carere è nato e cresciuto nella città di Vaughan, situata a nord di Toronto. I suoi genitori sono Milva e Vince Carere ed è il maggiore di 3 fratelli. Egli ama il cinema ed il suo hobby preferito è guardare un buon film. I suoi attori preferiti sono Johnny Deep, Leonardo DiCaprio, Matt Damon e Robert Downey Jr. Jesse ha frequentato il St. Michael's College School nel centro della città di Toronto. Jesse ha lasciato l'università per dedicarsi completamente alla recitazione dicendo che il college non faceva per lui.

## Carriera
Il primo ruolo da attore di Jesse è stato in un cortometraggio chiamato Money nel 2006. L'interesse di Jesse nella recitazione lo ha spinto al suo primo vero ruolo principale, ovvero quello di Chris, nella versione MTV di Skins nel 2011. Per la stagione 2 di Between è stato promosso a direttore generale, aggiungendo un ruolo dietro le quinte a quello davanti alla telecamera.

## Filmografia

### Cinema
- Effetto Lucifero (The Stanford Prison Experiment), regia di Kyle Patrick Alvarez (2015)

### Televisione
- Skins – serie TV, 10 episodi (2011)
- Cracked – serie TV, episodio 1x01 (2013)
- NCIS - Unità anticrimine (NCIS) – serie TV, episodio 10x19 (2013)
- Finding Carter – serie TV, 12 episodi (2014-2015)
- Between – serie TV, 12 episodi (2015-2016)